# Mercado da Encruzilhada

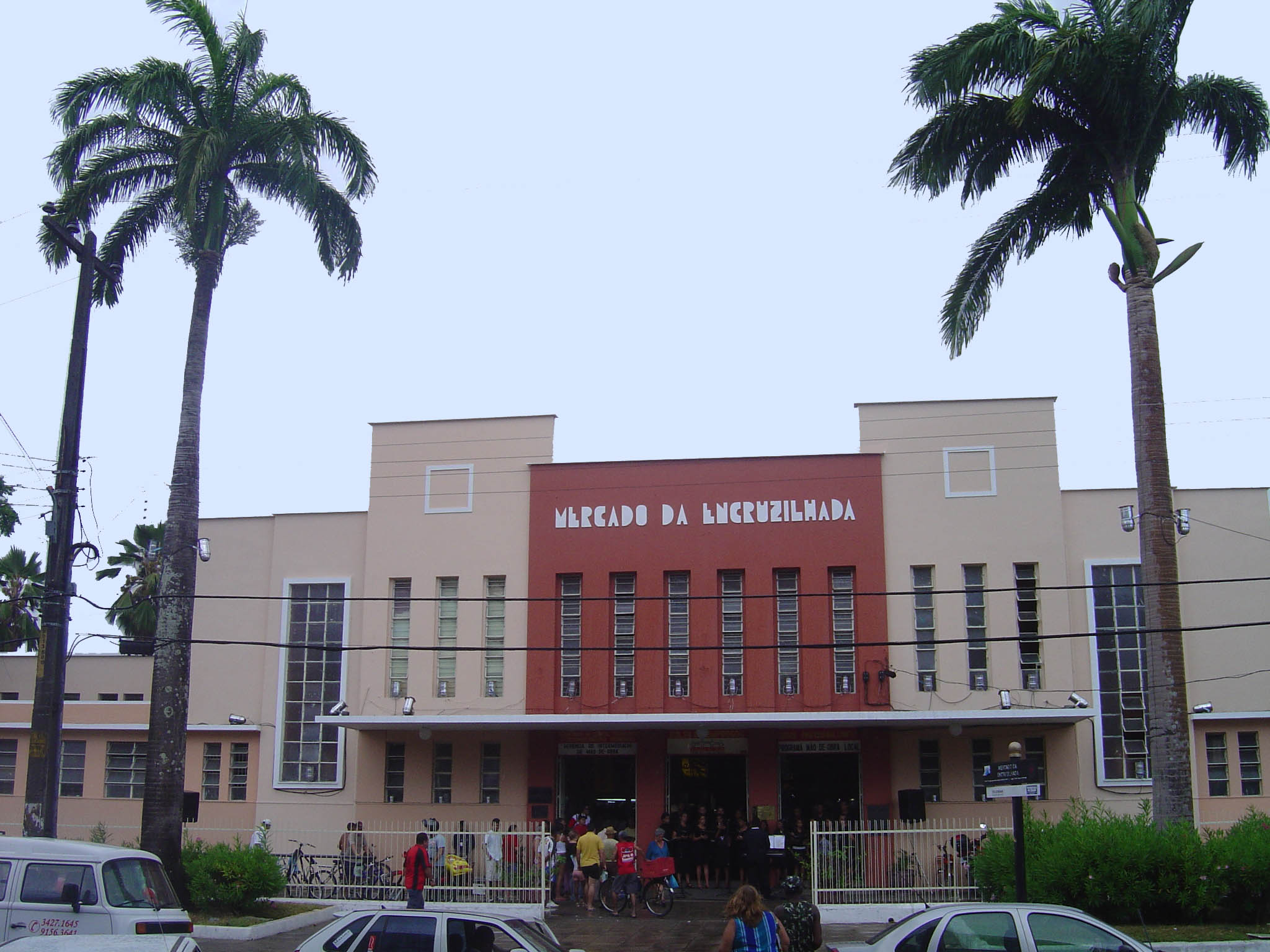
Mercado da Encruzilhada.

O Mercado da Encruzilhada é um mercado público brasileiro. Compõe a rede de mercados públicos da cidade do Recife, Pernambuco. Foi construído em 1924 e inaugurado pelo então governador de Pernambuco, Sérgio Loreto.
Em 1950, sob o governo de Barbosa Lima Sobrinho, passou por uma reforma para ficar maior e com melhores condições higiênicas de utilização. Na época de sua reinauguração, foi considerado uma obra-modelo de arquitetura, no gênero, para o Brasil. Passou por nova reforma em 1998.
Sua área coberta atual supera a do Mercado de São José. Conta com 217 boxes. Está situado no Largo da Encruzilhada, fazendo parte do centro comercial do bairro da Encruzilhada.